# Sint-Bavokerk (Gijzenzele)

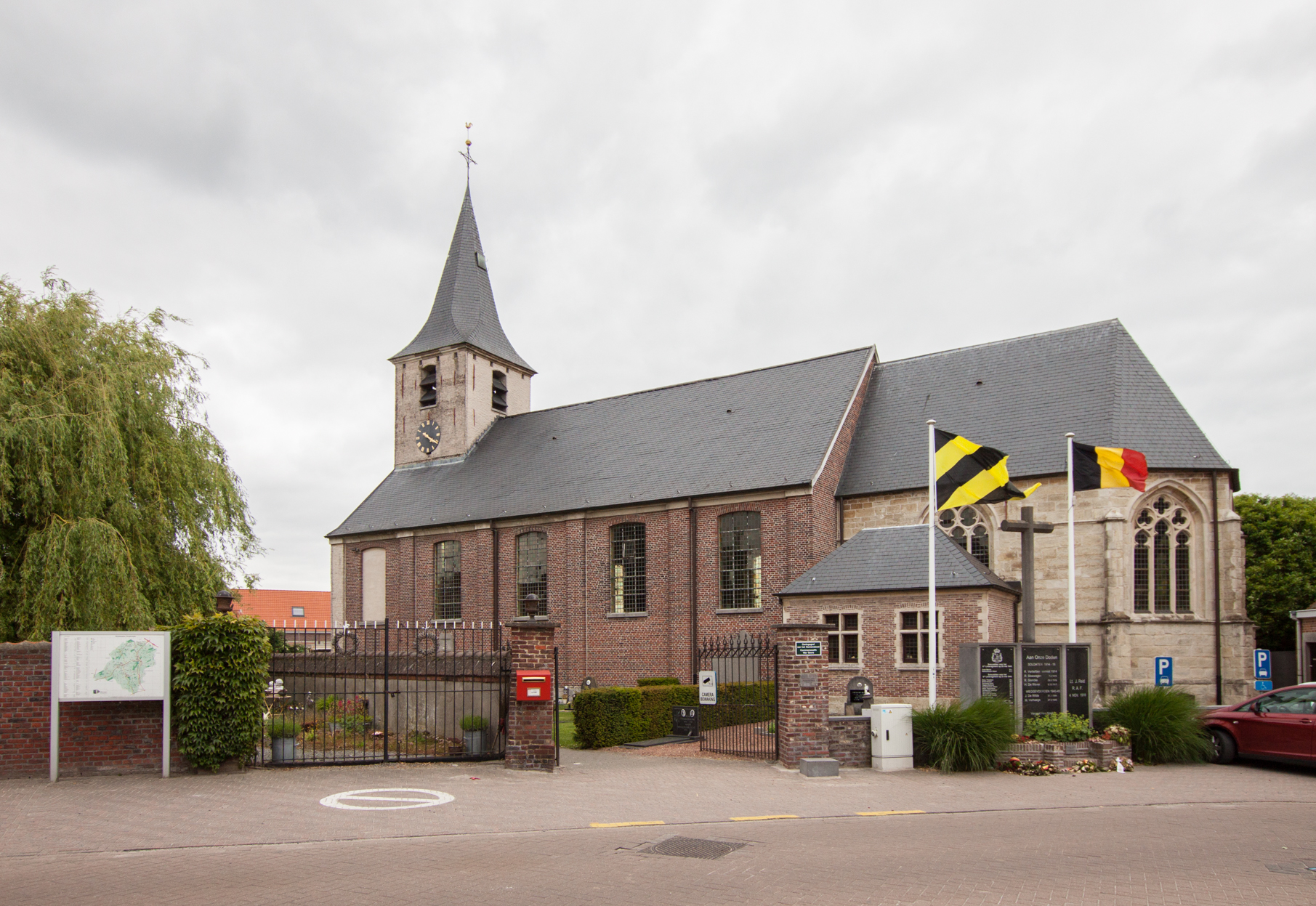
Sint-Bavokerk

De Sint-Bavokerk is de parochiekerk van de tot de Oost-Vlaamse gemeente Oosterzele behorende plaats Gijzenzele, gelegen aan Kerkstraat 6.

## Geschiedenis
De oudste vermelding van een kerk op deze plaats is van 864. Het patronaatsrecht kwam toe aan de Sint-Baafsabdij te Gent. In de 13e eeuw zou een nieuwe kerk zijn gebouwd.

## Kerk
Het oudste deel van de huidige kerk is het 15e-eeuws, driezijdig afgesloten koor, uitgevoerd in Balegemse steen. Uit de 2e helft van de 18e eeuw stamt het eenbeukig schip en de ingebouwde westtoren.

## Interieur
Het schip wordt overkluisd door een gedrukt tongewelf.
De kerk bezit een 17e-eeuws gepolychromeerd Sint-Barbarabeeld en een 17e-eeuws crucifix. Er is een barok hoofdaltaar van 1688. De zijaltaren zijn 18e-eeuws en één daarvan is van 1782. Ook de twee biechtstoelen en de communiebank zijn 18e-eeuws. De preekstoel is 17e-eeuws.
Sinds 1981 wordt een zandstenen Romeinse zuilschacht, met Korinthisch kapiteel en afkomstig van de Romeinse site van Velzeke, gebruikt als sokkel voor het moderne altaar.